# Geonemus flabellipes
|                    |                      |
| Abb. 1 Aufsicht    | Abb. 2 Unterseite    |
|                    |                      |
| Abb. 3 Vorderseite | Abb. 4 Seitenansicht |

Geonemus flabellipes ist ein Käfer aus der Familie der Rüsselkäfer.
Die Gattung Geonemus umfasst weltweit nur drei Arten, die alle auch in Europa anzutreffen sind. Der nachtaktive Käfer kommt nur in Südwesteuropa und Nordafrika vor.

## Bemerkungen zum Namen
Die Art wurde erstmals 1807 von Olivier unter dem Namen Curculio flabellipes als 343. Art der Gattung Curculio beschrieben. Olivier schließt die Beschreibung mit der Bemerkung, dass ihm das beschriebene Tier aus Genf unter dem Namen C. Flabellipes zugeschickt worden sei. Die Beschreibung enthält keinen weiteren Hinweis auf den Namen. Mit flabellum wird die Fühlergeißel bezeichnet. Die Beschreibung der Fühlergeißel ist bei Redtenbacher ausführlich.
Die Gattung Geonemus wird als neue Gattung mit der Nr. 127 von Schoenherr eingeführt. Am Ende der Beschreibung der Gattung erklärt Schoenherr, dass der Name von γέα (altgr. géa Erde, Boden) und νέμω (némo ich weide) abgeleitet sei. Er bringt damit zum Ausdruck, dass die Tiere auf dem Boden leben. Weiterhin erwähnt er, dass er selbst ursprünglich der Gattung den Namen Geophilus (φίλος fílos Freund) gegeben habe, dieser Name jedoch bereits bei den Tausendfüßern vergeben sei.

## Körperbau des Käfers
Der längliche Käfer wird acht bis neun Millimeter groß. Er ist schwarz, scheint aber wegen der dichten grauen Beschuppung außer an der Fühlerrinne und abgeriebenen Stellen grau. Zwischen den Schuppen stehen vereinzelte Borsten, die vor allem auf den Intervallen der Flügeldecken auffallen.
Der Kopf ist nach vorn rüsselartig verlängert. Der Rüssel ist wenig länger als der übrige Kopf. Die Stirn trägt eine Längsfurche, die sich auch auf den Rüssel erstreckt. Die mäßig hervorstehenden Augen sind rundlich. Der kurze Rüssel verdickt sich nach vorn. Die tiefen Fühlerfurchen sind größtenteils von oben einsichtig und verlaufen seitlich nach unten und enden unter den Augen. Die elfgliedrigen Fühler sind relativ lang und nahe der Rüsselspitze eingelenkt. Der Schaft des Fühlers verdickt sich allmählich und überragt fast die Augen. Die Geißel besteht aus sieben Gliedern, die ersten beiden sind lang und umgekehrt kegelförmig, die folgenden länglich und allmählich an Länge abnehmend. Die Geißel endet in einer ovalen, zugespitzten Keule.
Der Halsschild ist seitlich nur wenig erweitert und endet vorn und hinten gradlinig. Er ist etwa so lang wie an der breitesten Stelle breit. Er trägt ebenfalls eine Längsfurche, die nahe der Basis des Halsschilds verschwindet. Die tief runzlige Punktierung ist gewunden angeordnet.
Die Flügeldecken sind kurz eiförmig und gewölbt. Sie sind tief punktiert gestreift, die deutlich beborsteten Intervalle sind etwas gewölbt. Das dreieckige Schildchen ist klein.
Die Vorderbeine sind deutlich länger als die Mittel- und Hinterbeine. Hinter der Vorderhüfte, vor dem Hinterrand der Vorderbrust sind keine Höcker vorhanden. Die Vorderschienen sind innen am Ende zu einem hakenförmigen Zahn ausgezogen. Die Klauen sind gleich lang und bis zur Wurzel voneinander getrennt.

## Biologie
Der Käfer ist sommers in der Garigue, hauptsächlich auf der Montpellier-Zistrose anzutreffen.
Außerdem wird der Käfer in Südfrankreich als nachtaktiver Weinschädling angeführt. Der Käfer erscheint in der zweiten Aprilhälfte und verschwindet wieder Ende Mai. Tagsüber ist er im Boden versteckt, bei Dunkelheit frisst er an den jungen Trieben. Wegen der nächtlichen Lebensweise wird er auch zu Unrecht als selten eingestuft. Die Larven entwickeln sich im Boden, wo sie vermutlich Wurzeln fressen.
Der Käfer wird unter den Beutetieren der Sandknotenwespe aufgeführt.

## Verbreitung
Die Art ist nur aus Frankreich, Spanien und Nordafrika bekannt.